# Канепи (посёлок)
Ка́непи (эст. Kanepi) — посёлок в Эстонии, в уезде Пылвамаа, находится в одноимённой волости Канепи, являясь также её административным центром. Через Канепи проходит река Выханду и дорога Таллин—Тарту—Выру—Лухамаа (E263).
Согласно переписи населения 2011 года в посёлке Канепи проживало 564 человека, из них 557 (98,8 %) — эстонцы. В 2000 году численность жителей посёлка составляла 657 человек.
В посёлке находится гимназия Канепи, в здании которой также размещены дом культуры, библиотека и детский сад. Из достопримечательностей в Канепи находится церковь и монумент, посвящённый Освободительной войне.

## Топоним
Эстонское слово «kanep» означает «конопля». Издавна в волости Канепи, и, в частности, в окрестностях посёлка Канепи, выращивали коноплю, из которой изготавливали масло, волокно для тканей и верёвок. В 2018 году в ходе онлайн-голосования жители выбрали символом волости конопляный лист, который появился на гербе и флаге волости.

## История
Первые упоминания о деревне на месте современного посёлка Канепи датируются 1582 годом, когда эти земли входили в состав Речи Посполитой. Деревня фигурировала под названием Канапиеза (Kanapieza) в описи земель, составленной после Ливонской войны. Во время польского правления здесь была построена католическая молельня, которая позднее была снесена.
После Польско-шведской войны, завершившейся в 1629 году, земли южной Эстонии отошли Швеции. В ревизии земель, проведённой шведскими властями в 1636 году, деревня упоминается под названием Kannebkyllo (Каннебкюлло).
В 1674 году в деревне была построена деревянная церковь. 4 августа 1675 года, указом шведского короля Карла XI, на основе окраин приходов Отепя, Урвасте и Пылва, был сформирован приход Канепи. В 1725 году в составе прихода было 375 хуторов. В 1883 году население прихода составляло 8763 человек. В 1737 году было построено новое деревянное здание церкви.
В 1802 году пробст Иоганн Филипп фон Рот сделал Канепи центром пробства Вырумаа и создал здесь собрание церковных учителей, библиотеку и кружок изучения языка. В церковной мызе Канепи также находилось приходское собрание и суд. В 1804 году Рот основал в Канепи приходскую школу. 9 июля 1804 года началось строительство нового каменного здания церкви по проекту архитектора Ф. Зигеля. В 1808 году здание было построено и освящено 2 августа 1810 года ливонским суперинтендентом Карлом Коттлобом Зоннтагом.
В 1866 году приходы в Лифляндской губернии были разделены на волости, и деревня Канепи вошла в состав волости Пийганди. В 1894 году волость Пийганди была присоединена к волости Эраствере и Канепи стал волостным центром объединённой волости. В начале XX века развитие поселения замедлилось в связи с большим расстоянием от железной дороги и нехваткой земель для застройки. В 1939 году, в результате волостной реформы, на землях бывшей волости Эраствере была образована волость Канепи. После Второй мировой войны и присоединения Эстонии к СССР, в 1945 году волость упразднена и был образован сельсовет Канепи.

## Известные уроженцы
- Хуго Треффнер (1845—1912) — эстонский педагог, публицист, редактор, основатель и многолетний директор гимназии в Юрьеве, единственной крупной средней школы в XIX веке на территории современной Эстонии. Видный деятель эстонского национального пробуждения.
- Салме Канн (1881—1957) — хоровой дирижёр и музыкальный педагог.